# Henri Prêtre
Henri Prêtre, né le 20 août 1892 à Vregille (Haute-Saône) et mort le 17 mai 1983 à Vregille (Haute-Saône), est un homme politique français.

## Biographie
Élu sénateur le 26 avril 1959, il est réélu en 1968 jusqu'au terme de son mandat en 1977. Il fait partie du groupe RI.